# Карпати (Мукачево)
«Карпа́ти» — український футбольний клуб з міста Мукачевого Закарпатської області. Виступав у чемпіонатах СРСР 1948, 1949, 1968, 1969, 1970, 1991, Кубках СРСР 1949, 1967/1968, чемпіонатах України 1947—1998.

## Попередні назви
- 1948—1951: «Більшовик»
- 1952—1967: «Динамо»
- 1967—1970: «Карпати»
- 1971—1993: «Приладист»
- 1993—1998: «Карпати»

## Історія
У 1948 році команда з Мукачевого під назвою «Більшовик» вперше з'явилася в чемпіонаті СРСР. «Більшовик» став першим у своїй зоні, а наступний сезон став для нього останнім.
Через 20 років у чемпіонаті СРСР 1968 Мукачеве представляли «Карпати». Найкращим результатом цієї команди за 3 сезони у другій лізі стало 3-тє місце в зоні у 1969 році.
У 1971 році футбольною командою міста Мукачевого став опікуватися завод «Мукачевприлад». Команда отримала назву «Приладист» і стала учасницею чемпіонату УРСР серед колективів фізичної культури. Дебют виявився вдалим: друге місце. В наступному сезоні мукачівці повторили успіх. В період 1972—1974 років для команди настали важкі часи. «Приладист» виступав лише в обласному чемпіонаті. Але вже у наступному році зайняв перше місце у своїй зоні чемпіонату України серед КФК.
На початку 1977 року тренери Федір Ванзел і Микола Теллінгер серйозно взялися за підготовку команди до наступного чемпіонату. Успіх не забарився — «Приладист» стає чемпіоном республіки.
У 1990 році команда завоювала друге місце в зоні, і у зв'язку з розширенням 2-ї ліги, була включена в Українську зону футбольного чемпіонату СРСР. Мукачівці в останньому чемпіонаті СРСР посіли 5-те місце у своїй зоні.
В першому чемпіонаті України «Приладист» стартував у першій лізі, де після завершення сезону опинився на другому місці в групі А. Другого місця для підвищення у класі виявилося недостатньо. Наступні 3 сезони команда завершувала у 2-гій десятці, і в 1995 році опустилася в другу лігу. Потім після двох сезонів на 5-му місці й одного на 8-му «Карпати» (так стала називатися команда з 1993 року) припинили свої виступи на професіональному рівні.

## Всі сезони в незалежній Україні
| Сезон   | Чемпіонат     | Чемпіонат | Чемпіонат | Чемпіонат | Чемпіонат | Чемпіонат | Чемпіонат | Чемпіонат | Кубок       | Кубок | Кубок | Кубок | Кубок | Кубок | Кубок | Примітка                                                       |
| Сезон   | Ліга          | Місце     | І         | В         | Н         | П         | М         | О         | Етап        | І     | В     | Н     | П     | М     | О     | Примітка                                                       |
| ------- | ------------- | --------- | --------- | --------- | --------- | --------- | --------- | --------- | ----------- | ----- | ----- | ----- | ----- | ----- | ----- | -------------------------------------------------------------- |
| 1992    | Перша Група А | 2 з 14    | 26        | 14        | 5         | 7         | 27−15     | 33        | 1/32 фіналу | 1     | 0     | 0     | 1     | 0−2   | 0     | «Приладист»                                                    |
| 1992/93 | Перша         | 20 з 22   | 42        | 12        | 11        | 19        | 38−53     | 35        | 1/64 фіналу | 1     | 0     | 0     | 1     | 0−3   | 0     | «Приладист»                                                    |
| 1993/94 | Перша         | 15 з 20   | 38        | 12        | 7         | 19        | 41−57     | 31        | 1/32 фіналу | 2     | 1     | 0     | 1     | 2−2   | 2     | Перше коло — «Приладист», друге — «Карпати»                    |
| 1994/95 | Перша         | 21 з 22   | 42        | 12        | 5         | 25        | 39−74     | 41        | 1/64 фіналу | 1     | 0     | 0     | 1     | 0−3   | 0     | «Карпати»                                                      |
| 1995/96 | Друга Група А | 12 з 22   | 40        | 17        | 8         | 15        | 39-35     | 59        | 1/64 фіналу | 1     | 0     | 0     | 1     | 2−4   | 0     | «Карпати»                                                      |
| 1996/97 | Друга Група А | 5 з 16    | 30        | 15        | 7         | 8         | 43−24     | 52        | 1/8 фіналу  | 4     | 3     | 0     | 1     | 7−11  | 6     | «Карпати»                                                      |
| 1997/98 | Друга Група А | 8 з 18    | 34        | 13        | 10        | 11        | 36−30     | 49        | 1/32 фіналу | 4     | 1     | 0     | 3     | 5−10  | 2     | «Карпати», знялися із змагань до початку наступного чемпіонату |
| Всього  | Друга         | 3 сезони  | 104       | 45        | 25        | 34        | 118−89    | 115       | >7 сезонів  | 14    | 5     | 0     | 9     | 16−35 | 10    |                                                                |
| Всього  | Перша         | 4 сезони  | 148       | 50        | 28        | 70        | 145−199   | 128       |             |       |       |       |       |       |       |                                                                |

## Досягнення
- Чемпіонат України(клас «А»/Вища ліга):
  -  Чемпіон (1) — 1947
  -  Бронзовий призер (1) — 1952

- Кубок України
  -  Фіналіст (1) — 1948

- Чемпіонат Закарпатської області з футболу
  -  Чемпіон (7) — 1946, 1947, 1948, 1949, 1950, 1951, 1962
  -  Срібний призер (5) — 1945, 1966, 1967, 1987, 1988
  -  Бронзовий призер (4) — 1964, 1965, 1977, 1989

## Відомі футболісти
- Мирослав Бундаш
- Мирослав Решко